# 松田遼馬
松田 遼馬（まつだ りょうま、1994年2月8日 - ）は、長崎県島原市出身の元プロ野球選手（投手）。右投右打。

## 経歴

### プロ入り前
島原市立第四小学校2年生の時から、杉谷トータスでソフトボールを始める。島原市立第一中学校で軟式野球部に所属すると、投手を務めるようになった。中学3年生の時には、硬式野球で県内屈指の強豪校である長崎県立清峰高等学校への進学を目指していた。しかし結局は、自力で甲子園での全国大会出場を実現すべく、同じ県立の波佐見高校を進学先に選択した。
波佐見高校への進学後は、1年生の夏から背番号「11」でベンチ登録。3年生春の第83回選抜高等学校野球大会で、全国大会への出場を果たした。この大会では、1回戦で横浜高校の柳裕也らとの投げ合いに制し5-1で勝利したが、2回戦で兵庫県立加古川北高に0-2で敗退。夏の全国高等学校野球選手権長崎大会では、初戦に当たる2回戦で、釜元豪擁する西陵高校に1-5で敗れた。
2011年プロ野球ドラフト会議では、阪神タイガースから5巡目で指名。2011年11月29日には、契約金3,000万円、年俸520万円（いずれも推定）という条件で入団に合意した。背番号は56。

### 阪神時代
2012年には、4月21日の対広島東洋カープ戦（安芸市営球場）を皮切りに、ウエスタン・リーグの公式戦で8試合に登板。3勝2敗、防御率3.86の成績を残した。一軍公式戦への登板機会はなかったが、7月23日には歳内宏明・岩本輝・白仁田寛和と共に一軍でのシート打撃に参加。シーズン終了後には、クローザーへの適性の高さを首脳陣に見込まれるとともに、秋季キャンプのMVPに選ばれている。
2013年には、高卒2年目・一軍未経験ながら、将来のクローザー候補として一軍キャンプに抜擢。しかし、キャンプ終盤に右肩の張りを訴えたことから、公式戦開幕後の5月中旬までは右肩のリハビリを余儀なくされた。二軍での実戦登板を経て、7月13日の対横浜DeNAベイスターズ戦（甲子園）に救援で一軍デビュー。その試合から、8月29日の対読売ジャイアンツ戦（東京ドーム）でのサヨナラ負けでプロ初失点・初黒星を喫するまで、17登板試合（18イニング）連続無失点を記録した。この間には、8月8日の対広島東洋カープ戦（マツダ）でプロ初ホールドを挙げている。10月4日の対ヤクルト戦（神宮）では、延長10回からの2イニング登板で一軍初勝利。シーズン終了後の11月に台湾で催された2013 BASEBALL CHALLENGE 日本 VS チャイニーズ・タイペイ戦では、阪神の選手からただ1人代表に選出されると、第2戦（同月9日）7回裏からの救援登板で国際試合デビュー。1イニングを三者凡退に抑えるとともに、ストレートで自己最速の151km/hを記録した。
2014年には、前年までの一軍通算登板イニングがプロ2年目以降の投手に対する新人王の規定（最初の支配下登録から5年目以内で通算30イニング）を1/3イニングだけ下回っているため、入団3年目ながらセントラル・リーグ新人王の受賞資格を有していた。春季キャンプでは2年続けて一軍で迎えたが、キャンプの中に右肘痛を発症してからは、レギュラーシーズンの終盤まで二軍で調整。9月19日の対中日ドラゴンズ戦（甲子園）で一軍に復帰してからは、一軍公式戦6試合に登板した。通算投球回数は4回3分の2イニングで、4ホールドを記録したが、新人王の獲得には至らなかった。一軍のレギュラーシーズン2位で迎えたポストシーズンでは、巨人とのクライマックスシリーズ　ファイナルステージ（東京ドーム）で2試合に登板するとともに、第3戦（10月18日）でホールドを記録。チームのステージ突破で臨んだ福岡ソフトバンクホークスとの日本シリーズでも、10月26日の第2戦（甲子園）に救援で登板を果たした。さらに、日本シリーズ終了後の11月11日に甲子園で開かれた「日本プロ野球80周年記念試合」では、阪神・巨人連合チームの9番手投手として登板。2安打2三振で最終回を抑えた。
2015年には、セットアッパーの1人として、自身初の開幕一軍入りを果たした。中日との3連戦になった開幕カード（京セラドーム大阪）には、開幕戦（3月27日）と第2戦（3月28日）に登板すると、チームが球団史上初の2試合連続延長サヨナラ勝利を達成。松田自身は、阪神の投手では初めての開幕2戦連続勝利を記録すると、4月12日の対広島東洋カープ戦（甲子園）で連勝を3に伸ばした。その一方で、次カードの対中日戦（ナゴヤドーム）では、2試合連続のサヨナラ負けを喫したことで2連敗を記録。5月9日の対広島戦（甲子園）では、8回表に打者・鈴木誠也への投球が鈴木のヘルメットを直撃したため、球審の丹波幸一から危険球と認定されたうえで退場処分を受けた。さらに、6月3日の対千葉ロッテマリーンズ戦（甲子園）では、3点リードの7回表2死1・3塁から登板。しかし、3球を投げただけで今江敏晃に3点本塁打を浴びた結果、「最大で8点差を付けていたチームが同点に追い付かれる」という異例の展開に至った（試合は延長10回の末に阪神がサヨナラ勝利）。このように4月中旬から精彩を欠く投球が続いたため、7月12日に出場選手登録を抹消されてからは、約1ヶ月間のミニキャンプで投球フォームなどを修正。9月22日の対巨人戦（東京ドーム）で1試合だけ一軍に復帰したが、レギュラーシーズン通算では、3勝2敗3ホールド、防御率5.74という成績にとどまった。一軍のレギュラーシーズン3位で迎えたポストシーズンには、巨人とのクライマックスシリーズ　ファーストステージ（東京ドーム）へ出場せず、フェニックスリーグで先発登板を重ねている。
2016年には、春季キャンプの序盤に右肩を痛めた影響で、一軍への合流は7月下旬にまでずれ込んだ。しかし、一軍公式戦では、22試合の登板で1勝と防御率1.00を記録。通算の被打率を.156にとどめるなど、抜群の安定感を発揮した。
2017年には、公式戦の開幕を2年振りに一軍で迎えた。救援投手としては投球内容が安定せず、一時は二軍で調整したが、後に一軍へ復帰した。8月5日の対ヤクルト戦（京セラドーム）では、先発投手の秋山拓巳が右大腿部の張りを訴えて降板した3回表2死から急遽登板すると、2回1/3を無失点に抑えて一軍公式戦でのシーズン初勝利を挙げた。8月上旬には、この試合を含めて、ロングリリーフで5試合連続無失点を記録。8月13日の対DeNA戦（横浜）では、一軍公式戦通算111試合目の登板にして、初めて先発を任された。二軍調整中にもウエスタン・リーグの公式戦へ先発したことや、一軍の先発要員が故障や不振で不足していることによる抜擢でもあったが、2回3失点という内容で敗戦投手になった。
2018年は7月25日までに二軍戦に15試合登板して0勝4敗5セーブ防御率5.91の成績だった。

### ソフトバンク時代
2018年7月26日に飯田優也との交換トレードでソフトバンクに移籍した。背番号は飯田が着けていた42。なお、同姓である松田宣浩が在籍しているため背ネームは「R.MATSUDA」となった。移籍後一軍公式戦で2度の登板機会を得るが、2013年以来最小の登板数となった。
シーズンオフの12月5日、福岡ヤフオク!ドーム内の球団事務所で契約更改交渉に臨み、100万円ダウンの1,400万円(金額は推定）でサインした。
2019年、オープン戦で結果を残し、4月2日の対オリックス・バファローズ戦の中継ぎ登板で開幕スタートを切る。開幕から12試合連続無失点を続けていて、5月6日のオリックス戦では移籍後初のお立ち台にも立った。同年、自身最多の51試合に登板。試合展開に関係なくマウンドに上がり、140キロ台中盤の直球を軸に、スライダー、カーブ、フォークをバランス良く織り交ぜる投球スタイルで打者を打ち取り、7月には11試合で防御率1.59を記録。
しかし2020年は一転して板東湧梧や笠谷俊介、泉圭輔といった若手の生え抜き投手の台頭や高橋礼の中継ぎへの配置転換などもあり、大きな怪我はなかったが二軍暮らしが続いた。二軍では36試合で3勝0敗3セーブ、防御率2.25という好成績を収めるも、シーズンを通して一度も昇格することができず、一軍不出場に終わった。オフに戦力外通告を受け退団。現役続行を希望して12月7日開催の12球団合同トライアウトにも参加したが、獲得球団は現れず、同月30日に自身のInstagramで現役引退を報告した。

### 現役引退後
現役引退後はソフトバンクに勤務していることを、2021年8月に自身のInstagramで明かした。

## 選手としての特徴・人物
スリークォーターから繰り出す平均球速約145km/h、最速153km/hのストレートに加え、変化球はスライダーを持つ。稀にフォークやカーブも投げる時がある。
強気な性格で内角を鋭く突く投球に定評があるが、制球力はまだ高い方ではない。

## 詳細情報

### 年度別投手成績
| 年 度    | 球 団        | 登 板 | 先 発 | 完 投 | 完 封 | 無 四 球 | 勝 利 | 敗 戦 | セ 丨 ブ | ホ 丨 ル ド | 勝 率 | 打 者 | 投 球 回 | 被 安 打 | 被 本 塁 打 | 与 四 球 | 敬 遠 | 与 死 球 | 奪 三 振 | 暴 投 | ボ 丨 ク | 失 点 | 自 責 点 | 防 御 率 | W H I P |
| -------- | ------------ | ----- | ----- | ----- | ----- | -------- | ----- | ----- | -------- | ----------- | ----- | ----- | -------- | -------- | ----------- | -------- | ----- | -------- | -------- | ----- | -------- | ----- | -------- | -------- | ------- |
| 2013     | 阪神         | 27    | 0     | 0     | 0     | 0        | 1     | 2     | 0        | 5           | .333  | 125   | 29.2     | 34       | 6           | 6        | 1     | 0        | 29       | 1     | 0        | 14    | 14       | 4.25     | 1.35    |
| 2014     | 阪神         | 6     | 0     | 0     | 0     | 0        | 0     | 0     | 0        | 4           | ---   | 19    | 4.2      | 3        | 0           | 2        | 0     | 0        | 3        | 1     | 0        | 1     | 1        | 1.93     | 1.07    |
| 2015     | 阪神         | 30    | 0     | 0     | 0     | 0        | 3     | 2     | 0        | 3           | .600  | 143   | 31.1     | 36       | 4           | 15       | 0     | 1        | 31       | 1     | 0        | 20    | 20       | 5.74     | 1.63    |
| 2016     | 阪神         | 22    | 0     | 0     | 0     | 0        | 1     | 0     | 0        | 1           | 1.000 | 102   | 27.0     | 14       | 2           | 9        | 2     | 0        | 26       | 1     | 0        | 3     | 3        | 1.00     | 0.85    |
| 2017     | 阪神         | 26    | 1     | 0     | 0     | 0        | 1     | 2     | 0        | 1           | .333  | 161   | 35.2     | 37       | 5           | 17       | 0     | 1        | 33       | 1     | 0        | 23    | 20       | 5.05     | 1.51    |
| 2018     | ソフトバンク | 2     | 0     | 0     | 0     | 0        | 0     | 0     | 0        | 0           | .---  | 14    | 3.0      | 2        | 0           | 3        | 0     | 0        | 6        | 0     | 0        | 2     | 2        | 6.00     | 1.67    |
| 2019     | ソフトバンク | 51    | 1     | 0     | 0     | 0        | 2     | 4     | 0        | 5           | .333  | 230   | 52.0     | 41       | 8           | 32       | 0     | 3        | 57       | 0     | 1        | 23    | 22       | 3.81     | 1.40    |
| NPB：7年 | NPB：7年     | 164   | 2     | 0     | 0     | 0        | 8     | 10    | 0        | 19          | .444  | 794   | 183.1    | 167      | 25          | 84       | 3     | 5        | 185      | 5     | 1        | 86    | 82       | 4.03     | 1.37    |

- 2020年度シーズン終了時

### 年度別守備成績
| 年 度 | 球 団        | 投手  | 投手  | 投手  | 投手  | 投手  | 投手     |
| 年 度 | 球 団        | 試 合 | 刺 殺 | 補 殺 | 失 策 | 併 殺 | 守 備 率 |
| ----- | ------------ | ----- | ----- | ----- | ----- | ----- | -------- |
| 2013  | 阪神         | 27    | 0     | 3     | 0     | 0     | 1.000    |
| 2014  | 阪神         | 6     | 0     | 0     | 0     | 0     | .---     |
| 2015  | 阪神         | 30    | 1     | 5     | 0     | 0     | 1.000    |
| 2016  | 阪神         | 22    | 2     | 1     | 1     | 0     | .750     |
| 2017  | 阪神         | 26    | 0     | 6     | 0     | 0     | 1.000    |
| 2018  | ソフトバンク | 2     | 0     | 0     | 0     | 0     | 1.000    |
| 2019  | ソフトバンク | 51    | 2     | 7     | 0     | 0     | 1.000    |
| 通算  | 通算         | 164   | 5     | 22    | 1     | 0     | .964     |

- 2020年度シーズン終了時

### 記録
投手記録
- 初登板：2013年7月13日、対横浜DeNAベイスターズ10回戦（阪神甲子園球場）、8回表に3番手で救援登板、1回無失点[10]
- 初奪三振：同上、8回表に石川雄洋から空振り三振[10]
- 初ホールド：2013年8月8日、対広島東洋カープ14回戦（MAZDA Zoom-Zoom スタジアム広島）、7回裏に2番手で救援登板、1回無失点[12]
- 初勝利：2013年10月4日、対東京ヤクルトスワローズ24回戦（明治神宮野球場）、10回裏に3番手で救援登板、2回無失点[47]
- 初先発登板：2017年8月13日、対横浜DeNAベイスターズ17回戦（横浜スタジアム）、2回3失点で敗戦投手

打撃記録
- 初打席・初安打：2015年5月22日、対横浜DeNAベイスターズ6回戦（横浜スタジアム）、6回表に小杉陽太から右前安打

### 背番号
- 56 （2012年 - 2018年7月27日）
  - 56（2014日米野球日本プロ野球80周年記念試合）
- 42 （2018年7月27日 - 2020年）

### 登場曲
- 「LINKS!!」DEEP（2012年 - 2015年）
- 「High High」GD&TOP（2016年 - 2018年）
- 「BRAND NEW WORLD」D-51 (2018年)
- 「手を上げて」Bigfumi (2019年 - 2020年)
- 「僕のこと」Mrs. GREEN APPLE (2019年 - 2020年)